# Double Dragon II: The Revenge
Double Dragon II: The Revenge (яп. ダブルドラゴンⅡ ザ・リベンジ Дабуру дорагон цу: — дза рибэндзи) — видеоигра в жанре beat 'em up, разработанная Technos Japan для аркадных автоматов в 1988 году. Вторая игра из серии Double Dragon.
Позже игра была портирована на множество других платформ: NES, Sega Mega Drive, PC Engine, PC, Game Boy. Версии для NES, Game Boy и Mega Drive существенно отличаются от аркадной из-за технической ограниченности этих платформ.

## Сюжет
Игра начинается с убийства Мэриан из оригинальной Double Dragon лидером группировки Black Warriors. Билли и Джимми Ли отправляются вершить месть.

## Игровой процесс
В аркадной версии, как и во всех портах, игровой процесс одинаков и является стандартным для Beat 'em up-игр. Игрок выбирает одного из героев и, управляя им, проходит линейные уровни, методично избивая нападающих группами врагов. В конце почти каждого уровня игроку необходимо победить босса. Персонаж может использовать посторонние предметы и оружие в бою, например, палки, пистолеты, биты. В аркадной версии игрок также может восполнять здоровье, находя еду в мусорных баках или ящиках.

## Версия NES
Версия для Nintendo Entertainment System была разработана компанией Technos и вышла в Японии 23 декабря 1989 года. Английская локализация осуществлена компанией Acclaim и вышла в январе 1990 года.
У версии NES есть много различий от аркадного варианта. В отличие от первой игры, в игре имеется два способа кооперативного прохождения: в режиме A игроки не смогут наносить друг другу урон, а в режиме B могут. Есть три уровня сложности, в английской версии задающие длину игры; финальный уровень доступен только на самом сложном из них.
В версии NES девять миссий против четырёх в аркадной версии; заменены некоторые противники. Между уровнями идут сюжетные вставки. Девятая и заключительная миссия представляет собой сражение с «Таинственным Воином», введённым в версии NES в качестве финального босса. Версия NES имеет более счастливый конец, в котором Мэриан приходит в чувство после того, как финальный босс умирает.

## Саундтрек
Саундтрек, названный Double Dragon II: The Revenge и вышедший в Японии 10 марта 1990 года, содержит аранжировки мелодий из версии для NES. Также в него включена джей-поп-версия заглавной темы Dead or Alive.
1. «Dead or Alive» (Opening Theme) — Female Vocal Version
2. «The Vengeful Demon Has Began to Move» (Mission 1) (動き出した復讐鬼 Ugokidashita Fukushū Oni)
3. «A Quiet Pursuit» (Mission 2) (静かなる追跡 Shizukanaru Tsuiseki)
4. «Tension at the Night Sky» (Mission 3) (緊迫の夜空 Kinpaku no Yozora)
5. «A Pleasant Advance to the Morning Glow» (Mission 4) (朝焼けの快進撃 Asayake no Kaishingeki)
6. «Escape to the Forest» (Mission 5) (森を抜けて Mori o Nukete)
7. «Wicked God» (Mission 6) (邪神 Jashin)
8. «Breaking the Barrier» (Mission 7) (難関突破 Nankan Toppa)
9. «Enter to the Enemy’s Base» (Mission 8) (敵基地を行く Teki Kichi o Iku)
10. «Roar of the Twin Dragons» (Fight of Fate) (双龍の雄叫び Sōryū no Otakebi)
11. «Miracle of the Twin Dragons» (After the Battle) (双龍の奇跡 Sōryū no Kiseki)
12. «Sweet Memories» (Ending Theme) (懐かしき思い出 Natsukashiki Omoide)
13. «Dead or Alive» (Edit Version)